# Val d’Aveto
Koordinaten: 44° 32′ N, 9° 23′ O
Das Val d’Aveto (zu deutsch: Avetotal) ist ein Tal im italienischen Apenningebirge. Es liegt in der ligurischen Metropolitanstadt Genua und der Provinz Piacenza (Emilia-Romagna) und wird von einem homonymen Bach durchflossen. Im Tal befinden sich die Gemeinden Rezzoaglio und Santo Stefano d’Aveto auf dem Territorium der Metropolitanstadt Genua und die Gemeinden Ferriere, Cerignale und Corte Brugnatella auf dem Territorium der Provinz Piacenza.

## Fauna
Neben den traditionellen Nutztieren der Viehzucht bietet das Tal verschiedenen Wildtieren Lebensraum, wie dem Dachs, Igel, Fuchs, Wildschwein, Steinmarder, Wildkatze und in jüngster Zeit auch wieder dem Italienischen Wolf. Die Avifauna umfasst Eulen, Käuze, Mäusebussarde und Falken sowie Rotschwänze, Felsenschwalben, Buchfinken, Bachstelzen, Stieglitze, Eichelhäher, Wiedehopfe, Kuckucke und Drosseln.

## Kultur

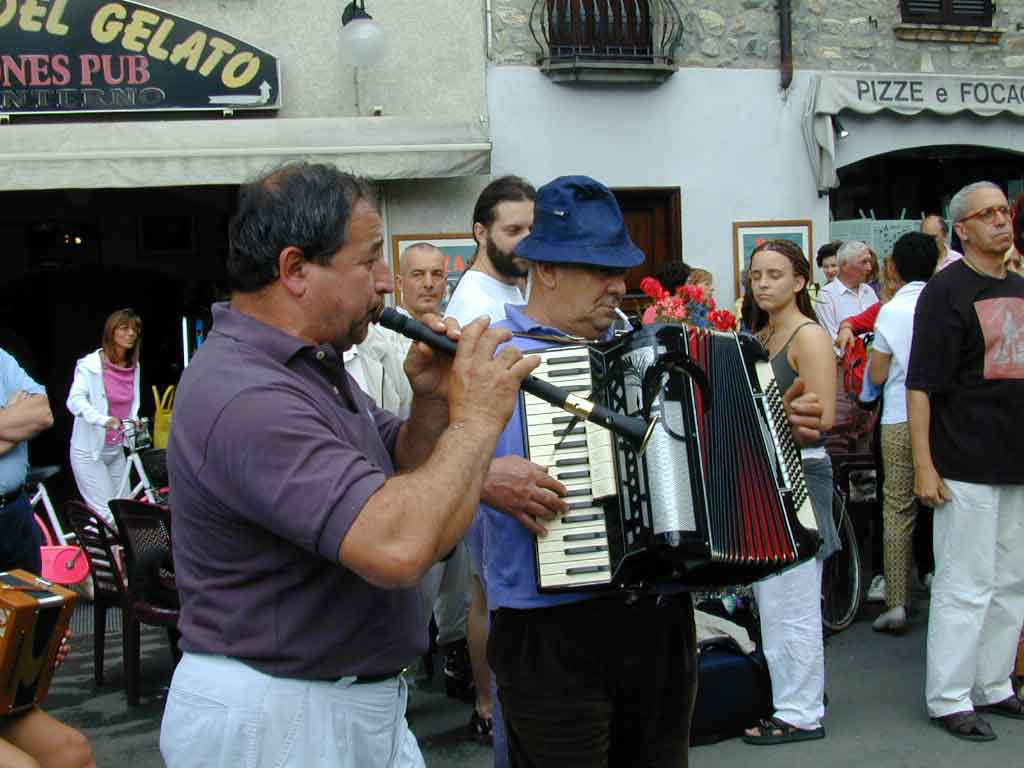
Piffero-Spieler

Das Val d’Aveto gehört zu dem kulturellen Raum der sogenannten Quattro Province, bestehend aus den Provinzen Alessandria, Genua, Pavia und Piacenza, der sich durch gemeinsame Bräuche, traditionelle Kleidung, Musik und Tänze auszeichnet. Besonderes Musikinstrument ist das Piffero, das von einer Ziehharmonika begleitet wird, und früher von der Müsa, einer Art Dudelsack.